# Ciernie (Ełk)
Ciernie (deutsch Cziernien, 1929–1945 Dorntal) ist ein Dorf in der polnischen Woiwodschaft Ermland-Masuren, das zur Gmina Ełk (Landgemeinde Lyck) im Powiat Ełcki (Kreis Lyck) gehört.

## Geographische Lage
Ciernie liegt im südlichen Osten der Woiwodschaft Ermland-Masuren, zehn Kilometer südwestlich der Kreisstadt Ełk (Lyck).

## Geschichte
Das nach 1777 Cziennen, um 1818 Czernien und bis 1929 Cziernien genannte Dorf wurde 1539/1550 gegründet und bestand aus einigen großen und kleinen Höfen. Von 1874 bis 1945 war es in den Amtsbezirk Baitkowen – 1938 in Amtsbezirk Baitenberg umbenannt – eingegliedert, der zum Kreis Lyck im Regierungsbezirk Gumbinnen (ab 1905 Regierungsbezirk Allenstein) in der preußischen Provinz Ostpreußen gehörte.
Im Jahr 1910 verzeichnete Cziernien 127 Einwohner. Aufgrund der Bestimmungen des Versailler Vertrags stimmte die Bevölkerung im Abstimmungsgebiet Allenstein, zu dem Cziernien gehörte, am 11. Juli 1920 über die weitere staatliche Zugehörigkeit zu Ostpreußen (und damit zu Deutschland) oder den Anschluss an Polen ab. In Cziernien stimmten 80 Einwohner für den Verbleib bei Ostpreußen, auf Polen entfielen keine Stimmen.
Am 25. September 1929 wurde der Ort in Dorntal umbenannt. Die Einwohnerzahl belief sich 1933 auf 113 und 1939 auf 109.
In Kriegsfolge kam das Dorf 1945 mit dem gesamten südlichen Ostpreußen zu Polen und trägt seitdem die polnische Namensform Ciernie. Heute ist es Sitz eines Schulzenamtes (polnisch Sołectwo), in das auch der Nachbarort Niekrasy (Niekrassen, 1938–1945 Krassau) einbezogen ist. Somit ist Ciernie eine Ortschaft im Verbund der Gmina Ełk (Landgemeinde Lyck) im Powiat Ełcki (Kreis Lyck), bis 1998 der Woiwodschaft Suwałki, seither der Woiwodschaft Ermland-Masuren zugehörig.

## Religionen
Bis 1945 war Cziernien in die evangelische Kirche Baitkowen in der Kirchenprovinz Ostpreußen der Evangelischen Kirche der Altpreußischen Union und in die römisch-katholische Kirche St. Adalbert in Lyck im Bistum Ermland eingepfarrt.
Heute gehört Ciernie katholischerseits zur Pfarrei Bajtkowo im Bistum Ełk der Römisch-katholischen Kirche in Polen. Die evangelischen Kirchenglieder halten sich zur Kirchengemeinde in der Stadt Ełk, einer Filialgemeinde der Pfarrei Pisz (deutsch Johannisburg) in der Diözese Masuren der Evangelisch-Augsburgischen Kirche in Polen.

## Verkehr
Ciernie ist nur über Landwege zu erreichen, die von Bajtkowo (Baitkowen, 1938–1945 Baitenberg) bzw. Niekrasy (Niekrassen, 1938–1945 Krassau) hierher führen. Durch den Ort verläuft die PKP-Bahnlinie 219 Olsztyn–Ełk (deutsch Allenstein–Lyck), deren nächstgelegener Halt sich in Bajtkowo befindet.